# Maison romane de Saint-Gilles
Pour les articles homonymes, voir Maison romane.
La maison romane de Saint-Gilles est un édifice roman civil situé au centre de Saint-Gilles dans le département français du Gard et la région Occitanie.

## Localisation
La maison romane de Saint-Gilles est située place de la Maison-Romane, à deux pas de l'abbaye de Saint-Gilles.

## Historique
La maison romane de Saint-Gilles a été construite aux XIIe et XIIIe siècles. Ses façades, d'une grande qualité de construction, constituent un exemple encore très complet de l'architecture civile romane bourguignonne. Au second étage, une cheminée à hotte conique est aussi conservée.
Elle est traditionnellement présentée comme la maison natale de Clément IV, pape de 1265 à 1268 sans preuve.
Identifiée par Mérimée en 1830, elle devient rapidement célèbre dans les publications historiques et archéologiques. La mairie l'acquiert en 1855. 
La maison romane abrite actuellement un musée lapidaire.

## Protection
La maison est classée au titre des monuments historiques depuis 1862.